# Irene Schouten
Irene Schouten (Zwaagdijk-Oost, 21 de junio de 1992) es una deportista neerlandesa que compite en patinaje de velocidad, en las modalidades sobre hielo y en línea.
Participó en dos Juegos Olímpicos de Invierno, obteniendo cinco medallas, bronce en Pyeongchang 2018, en la prueba de salida en grupo, y cuatro en Pekín 2022, oro en 3000 m, 5000 m y salida en grupo y bronce en persecución por equipos (junto con Marijke Groenewoud, Ireen Wüst y Antoinette de Jong).
Ganó una medalla de oro en el Campeonato Mundial de Patinaje de Velocidad sobre Hielo de 2022 y quince medallas en el Campeonato Mundial de Patinaje de Velocidad sobre Hielo en Distancia Individual entre los años 2015 y 2024.
Obtuvo una medalla de plata en el Campeonato Europeo de Patinaje de Velocidad sobre Hielo de 2021 y siete medallas en el Campeonato Europeo de Patinaje de Velocidad sobre Hielo en Distancia Individual entre los años 2020 y 2024.
Además, consiguió una medalla de oro en el Campeonato Mundial de Patinaje de Velocidad sobre Patines en Línea.

## Palmarés internacional
| Juegos Olímpicos                           | Juegos Olímpicos                | Juegos Olímpicos  | Juegos Olímpicos        |
| Año                                        | Lugar                           | Medalla           | Prueba                  |
| ------------------------------------------ | ------------------------------- | ----------------- | ----------------------- |
| 2018                                       | Pyeongchang (Corea del Sur)     | Medalla de bronce | Salida en grupo         |
| 2022                                       | Pekín (China)                   | Medalla de oro    | 3000 m                  |
| 2022                                       | Pekín (China)                   | Medalla de oro    | 5000 m                  |
| 2022                                       | Pekín (China)                   | Medalla de oro    | Salida en grupo         |
| 2022                                       | Pekín (China)                   | Medalla de bronce | Persecución por equipos |
| Campeonato Mundial                         |                                 |                   |                         |
| Año                                        | Lugar                           | Medalla           | Prueba                  |
| 2022                                       | Hamar (Noruega)                 | Medalla de oro    | Clasificación general   |
| Campeonato Mundial en Distancia Individual |                                 |                   |                         |
| Año                                        | Lugar                           | Medalla           | Prueba                  |
| 2015                                       | Heerenveen (Países Bajos)       | Medalla de oro    | Salida en grupo         |
| 2016                                       | Kolomna (Rusia)                 | Medalla de bronce | 5000 m                  |
| 2019                                       | Inzell (Alemania)               | Medalla de oro    | Salida en grupo         |
| 2020                                       | Salt Lake City (Estados Unidos) | Medalla de bronce | Salida en grupo         |
| 2021                                       | Heerenveen (Países Bajos)       | Medalla de oro    | 5000 m                  |
| 2021                                       | Heerenveen (Países Bajos)       | Medalla de oro    | Persecución por equipos |
| 2021                                       | Heerenveen (Países Bajos)       | Medalla de bronce | 3000 m                  |
| 2021                                       | Heerenveen (Países Bajos)       | Medalla de bronce | Salida en grupo         |
| 2023                                       | Heerenveen (Países Bajos)       | Medalla de oro    | 5000 m                  |
| 2023                                       | Heerenveen (Países Bajos)       | Medalla de plata  | 3000 m                  |
| 2023                                       | Heerenveen (Países Bajos)       | Medalla de bronce | Salida en grupo         |
| 2024                                       | Calgary (Canadá)                | Medalla de oro    | 3000 m                  |
| 2024                                       | Calgary (Canadá)                | Medalla de oro    | Persecución por equipos |
| 2024                                       | Calgary (Canadá)                | Medalla de oro    | Salida en grupo         |
| 2024                                       | Calgary (Canadá)                | Medalla de plata  | 5000 m                  |
| Campeonato Europeo                         |                                 |                   |                         |
| Año                                        | Lugar                           | Medalla           | Prueba                  |
| 2021                                       | Heerenveen (Países Bajos)       | Medalla de plata  | Clasificación general   |
| Campeonato Europeo en Distancia Individual |                                 |                   |                         |
| Año                                        | Lugar                           | Medalla           | Prueba                  |
| 2020                                       | Heerenveen (Países Bajos)       | Medalla de oro    | Salida en grupo         |
| 2022                                       | Heerenveen (Países Bajos)       | Medalla de oro    | 3000 m                  |
| 2022                                       | Heerenveen (Países Bajos)       | Medalla de oro    | Persecución por equipos |
| 2022                                       | Heerenveen (Países Bajos)       | Medalla de oro    | Salida en grupo         |
| 2024                                       | Heerenveen (Países Bajos)       | Medalla de oro    | Persecución por equipos |
| 2024                                       | Heerenveen (Países Bajos)       | Medalla de plata  | 3000 m                  |
| 2024                                       | Heerenveen (Países Bajos)       | Medalla de plata  | Salida en grupo         |